# أولغا داهل
أولغا داهل (بالسويدية: Olga Inga Birgitta Dahl)‏ هي عالمة سويدية، ولدت في 20 سبتمبر 1917 في مالمو في السويد، وتوفيت في 3 أكتوبر 2009 في Säve parish ‏ في السويد.